# Spike sorting
 (avril 2016).
Si vous disposez d'ouvrages ou d'articles de référence ou si vous connaissez des sites web de qualité traitant du thème abordé ici, merci de compléter l'article en donnant les références utiles à sa vérifiabilité et en les liant à la section « Notes et références ».

Le spike sorting (littéralement triage de potentiels d'action) est un procédé permettant d'extraire d'un enregistrement électrophysiologique extracellulaire les potentiels d'actions (les spikes) provenant d'un neurone bien défini.

## Différence entre potentiels d'action
Les potentiels d'actions issus de différentes cellules se distinguent essentiellement par la forme de leur décours temporel. Cette différence de forme est due à la dynamique de génération des potentiels d'action qui est différente pour différentes cellules, ainsi qu'au filtrage opéré par le milieu extracellulaire situé entre l'électrode et le neurone enregistré : suivant la conductivité du milieu et la distance de l'électrode au neurone, la forme résultante du potentiel d'action enregistré peut être très différente. Il faut noter que les potentiels d'action issus d'un même neurone sont en théorie très similaires, mais voient leur forme évoluer au cours du temps si la position de l'électrode par rapport au neurone n'est pas stable.

## Classification des potentiels d'action à partir de leurs différences de forme
Le spike sorting permet de classifier les potentiels d'action enregistrés par une même électrode en plusieurs groupes correspondant aux différentes cellules rencontrées à proximité d'une électrode (0,1, parfois 2, très rarement 3), et de différencier également ces potentiels d'action du bruit de fond de spikes provenant des cellules plus lointaines et non différenciées.

## Utilisation de l'information de triangulation fournie par les tétrodes
Lorsqu'un enregistrement est effectué à l'aide de tétrodes, cela fournit un enregistrement redondant de l'activité de chaque cellule, mais vu d'une position spatiale différente.